# Území závislé na patriarchovi – Jeruzalém (Chaldejský ritus)
Území závislé na patriarchovi – Jeruzalém je území závislé na katolickém patriarchovi chaldejské katolické církve.

## Historie
Roku 1970 byl založen Patriarchální vikariát Jeruzalém.
Roku 1991 byl založen Patriarchální exarchát Jeruzalém.
Roku 1997 se exarchát stal Územím závislým na patriarchovi.
K roku 2012 mělo: 3 300 věřících, 7 diecézních kněží, 5 řeholních kněží, 2 trvalé jáhny, 15 řeholníků, 28 řeholnic a 8 farností.

## Seznam vikářů, exarchů a protosyncelů
- Boutros Sha’ya (1970–1978)
- Henri Gouillon (1982–1990)
- Paul Collin (1990–1991) – vikář
- Paul Collin (1991–1997) – exarcha
- Paul Collin (od 1997) – protosyncel